# Michał Kazimierz Radziwiłł
Il principe Michał Kazimierz Radziwiłł (Njasviž, 26 ottobre 1625 – Bologna, 14 novembre 1680) è stato un nobile e ufficiale polacco.

## Biografia
Michał Kazimier era il figlio del grande maresciallo lituano e governatore di Polotsk, il principe Aleksander Ludwik Radziwiłł, e della sua prima moglie, Tekla Anna Wołłowicz, figlia di Hieronim Wołłowicz. Il suo padrino era il futuro re del Commonwealth polacco-lituano, Giovanni II Casimiro Vasa. Dopo la morte di sua madre, Michał Kazimier crebbe a Kobryn sotto la tutela di sua nonna Elzabeta Goslavskaya-Wołłowicz. 
Era un fervente cattolico, tanto che studiò i dogmi religiosi. Aveva un debole per la scienza ed era appassionato di alchimia. 

## Carriera
Prese parte alla vita politica del Commonwealth polacco-lituano dal 1648, quando sostenne la candidatura del suo padrino al Sejm elettorale e assistette alla sua incoronazione con suo padre. Dopo aver ricevuto il suo primo incarico pubblico - stolnik del grande lituano - insieme al padre intraprende un viaggio in Europa, durante il quale soggiornò a lungo a Bologna, dove frequentò l'università. 
Nel 1648, 1659 e 1661 fu eletto ambasciatore presso i Seimas. Nel 1664 fu eletto Maresciallo di corte del Granducato di Lituania.
Nel 1654, dopo la morte di suo padre, ereditò la città di Njasviž e iniziò a rafforzarla e migliorò il castello. Nel 1655, insieme ai residenti locali, difese con successo la città dall'esercito russo. Nella battaglia con gli svedesi nell'ottobre 1656, fu quasi catturato dal nemico. Nonostante le pesanti perdite, rispose alla richiesta del re e inviò 600 dragoni e 1200 di fanteria all'esercito lituano a proprie spese, ma per ordine del re, queste formazioni sono state incluse nell'esercito della corona. Nello stesso 1656, dopo la morte del prozio senza figli, Albrycht Radziwiłł, ereditò Olyka.
Nel 1659, prese parte alle battaglie per la liberazione delle terre lituane e bielorusse occupate dalle truppe russe. Alla fine dello stesso anno, si recò a Njasviž per rafforzare il castello, rifornendolo di armi, munizioni e soldati. Nel 1660 il castello fortificato di Njasviž resistette al ripetuto assedio dell'esercito russo.
Dopo l'abdicazione di Giovanni II Casimiro nel 1668, sostenne la candidatura di Filippo Guglielmo del Palatinato alla corona polacca.
Dopo la devastazione della guerra, Radziwiłł ottenne dal re l'esenzione di Njasviž dalle tasse, dagli alloggi dei soldati e dai doveri reali per quattro anni. Il 20 gennaio 1673 incoraggiò la popolazione a stabilirsi a Njasviž, garantendo la libertà agli abitanti secondo la legge di Magdeburgo, e fece anche donazioni significative a chiese e monasteri cattolici.
Tra il 2 maggio e il 18 luglio 1661 fu Maresciallo del Sejm tenutosi a Varsavia. Nel 1673 prese parte alla battaglia di Chocim, in cui l'esercito polacco-lituano sotto la guida del grande hetman della corona Jan Sobieski sconfisse l'esercito turco.
All'ascesa al trono di Jan III Sobieski ne divenne il suo più stretto collaboratore. Ha partecipato a campagne militari contro i turchi (1674-1675 e 1679) in Ucraina.

## Matrimonio
Sposò, il 7 luglio 1658 a Leopoli, Katarzyna Sobieska (1634-1694), la sorella del re Jan III Sobieski. Ebbero sette figli:
- Mikolaj Franciszek Radziwiłł (1659-1672)
- Boguslaw Krzysztof Radziwiłł (1662-1675)
- Tekla Adelaide Radziwiłł
- Jan Radziwiłł
- Ludwik Radziwiłł
- Jerzy Józef Radziwiłł (1668-1689)
- Karol Stanisław Radziwiłł (1669-1719)

## Morte
Nel 1679, si recò alla corte dell'imperatore Leopoldo I d'Asburgo e da papa Innocenzo XI. Morì il 14 novembre 1680 a Bologna, sulla via del ritorno.